# Esterházy-torta
Az Esterházy-torta  a magyar konyhaművészet büszkesége és az egyik legismertebb klasszikus magyar torta. A híres monarchiabeli cukrászkülönlegességek egyike, korabeli nevezetes sütemények még a dobostorta és a Sacher-torta.

## Története
Az osztrák-magyar időkben indult hódító útjára. Nevét nem a készítőjéről – aki ugyanúgy lehetett bécsi vagy pesti cukrász is –, hanem arról az Esterházy hercegről kaphatta, aki nagyon szerette ezt a süteményt. Nem tudjuk biztosan, hogy ki volt pontosan az illető, de a források Esterházy Pál Antalt  és Esterházy Miklós Józsefet is említik, és persze lehetett az egész család kedvence is, azaz nem feltétlenül egy személyhez kötődik a torta története.
Kijelenthető, hogy az Esterházy család kedvelt tortája volt, és hogy hamar meghódította a tortakedvelőket Monarchia-szerte. A szakácskönyvek szerint 2 fajta krémmel is tölthető, az egyik (a hagyományos) vajkrémes, a másik (a modern) tejszínes. A hagyományos torta 5 darab diós felvert rétegből és krémrétegből áll, a tetején fondant-bevonattal. Nagyon sok receptje ismert, de közös minden Esterházy-torta receptben, hogy tojássárgája nélkül készül a tésztája.